# بكر (اسم)
بكر هو اسم علم مذكر من أصل عربي، ومعناه هو الفتي من الإبل، وهو اسم تسمى به بعض القبائل، ويسمون «أبو بكر» تحببًا بأبي بكر الصديق .

## الأصل اللغوي
معناه هو الفتي من الإبل، وهو اسم تسمى به بعض القبائل. 

## شخصيات تحمل الاسم
- بكر بن هوازن جد جاهلي تنتسب له قبائل هوازن
- بكر آجيكالين (24 نوفمبر 1963 – )
- بكر إرتيغون (لاعب كرة قدم تركي، 20 أبريل 1984[2] – )
- بكر بشيرفيتش (لاعب كرة قدم بوسني، 3 نوفمبر 1965 – )
- بكر بن محمد بن عوض بن لادن (رائد أعمال سعودي، 1946 – )
- بكر سامي بك قندح (سياسي عثماني ثم تركي، 1865 – 16 يناير 1933)
- بكر صدقي (سياسي وعسكري عراقي، 1890[3][4] – 12 أغسطس 1937[3][4])
- بكر عزت بيجوفيتش (سياسي بوسني، 28 يونيو 1956 – )
- بكر فلاتة (لاعب كرة قدم سعودي، 10 أبريل 1989 – )
- بكر يارانغوم (لاعب كرة سلة تركي، 28 يناير 1977 – )
- بكر يلماز (لاعب كرة قدم تركي، 6 مارس 1988[5] – )
- بكر أبو بكر
- بكر أبو زيد
- بكر أحمد السرحان
- بكر الجاف
- بكر الدليمي
- بكر السباتين
- بكر الشدي
- بكر العدوان
- بكر الهلالي
- بكر باك ديميرلي
- بكر باشا
- بكر بن أبي بكر النفوسي الفرسطائي
- بكر بن الحارث
- بكر بن النطاح
- بكر بن جبلة الكلبي
- بكر بن حماد
- بكر بن حارثة
- بكر بن خارجة
- بكر بن شداخ
- بكر بن عبد مناة
- بكر بن عبد الله بن بكر
- بكر بن عبد الله المزني
- بكر بن عمرو
- بكر بن عبد الله
- بكر بن مبشر
- بكر جوشكون
- بكر راسيم
- بكر سعيد بلال
- بكر شيخون
- بكر صوباشي
- بكر عبد المنعم
- بكر عيسى
- بكر قباني
- بكر موسى
- بكر هوساوي
- بكر يونس

## وصلات خارجية
- موسوعة السلطان قابوس لأسماء العرب